# Ryszard Tarasiewicz
Ryszard Jerzy Tarasiewicz (Breslavia, 27 aprile 1962) è un allenatore di calcio polacco, di ruolo centrocampista.

## Palmarès

### Giocatore

#### Competizioni nazionali
- Coppa di Lega francese: 1

Lens: 1993-1994

### Allenatore

#### Competizioni nazionali
- Coppa di Polonia: 1

Zawisza Bydgoszcz: 2013-2014